# NGC 4777
NGC 4777 este o galaxie spirală situată în constelația Fecioara. A fost descoperită în 3 martie 1786 de către William Herschel. Se află la o distanță de 53,7 de megaparseci de Pământ.